# София (Гандерсхайм)
Вижте пояснителната страница за други личности с името София.
София I (на немски: Sophia; * лято/есен 975 (?), † 30 януари 1039, Гандерсхайм) от род Лиудолфинги (Саксонска династия), е от 1002 до смъртта си абатеса на манастир Гандерсхайм в Долна Саксония и от 1011 г. е абатеса в манастир Есен.

## Биография
Тя е дъщеря на император Ото II и императрица Теофано, племенница на византийския император Йоан Цимисхи. Сестра е на император Ото III и Матилда, която се омъжва през 990 г. по политически причини за Ецо (пфалцграф на Лотарингия).
През есента на 979 г. тя е дадена по настояване на майка ѝ за възпитание в манастира Гандерсхайм, където абатеса е нейната роднина Герберга II (ок. 940 – 1001), дъщеря на баварския херцог Хайнрих I и сестра на херцог Хайнрих II. През 989 г. тя е облечена като монахиня.
София е до 997 г. много близка на брат си, който я нарича в документ dilectissima soror (многообичана сестра) и получава от него много земи за подарък. През 1002 г. тя става игуменка в Гандерсхайм. През 1011 г. е последничка на абатесата Матилда II (внучка на Ото I Велики) в манастир Есен. Тя подарява Кириакуския манастир Ешвеге.
Умира на 30 януари (по други източници на 27 или 31 януари) 1039 г. в Гандерсхайм и е погребана в тамошната манастирска църква.